# تپلیاکی
تپلیاکی (انگلیسی: Teplyaki) یک شهرک در شهرستان بورایفسکی باشقیرستان کشور روسیه است.